# Entodon sullivantii
Entodon sullivantii là một loài Rêu trong họ Entodontaceae. Loài này được (Müll. Hal.) Lindb. mô tả khoa học đầu tiên năm 1872.